# Tarma theodora
Tarma theodora är en fjärilsart som beskrevs av Thierry-mieg 1892. Tarma theodora ingår som enda art i släktet Tarma och familjen mätare. Inga underarter finns listade i Catalogue of Life.